# دانشکده فرماندهی و ستاد خدمات مشترک
دانشکده فرماندهی و ستاد خدمات مشترک (انگلیسی: Joint Services Command and Staff College) یک مؤسسه آموزشی نیروهای مسلح بریتانیا است که به افسران باتجربه نیروی دریایی پادشاهی بریتانیا، نیروی زمینی بریتانیا، نیروی هوایی سلطنتی، وزارت دفاع بریتانیا و افسران سایر کشورها آموزش و تعلیم می‌دهد.
دانشکده فرماندهی و ستاد خدمات مشترک با ترکیب کالج‌های تک‌خدمتی شامل: کالج نیروی دریایی سلطنتی، گرینویچ، کالج ستاد، کامبرلی، کالج ستاد نیروی هوایی سلطنتی، براکنل و کالج دفاع مشترک گرینویچ تشکیل شد. این کالج که در ابتدا در ژانویه ۱۹۹۷ در براکنل تأسیس شد، در ژوئن ۱۹۹۸ تحت قرارداد ابتکار مالی خصوصی به ساختمان‌های جدید در واچفیلد در آکسفوردشر نقل مکان کرد. این ساختمان‌ها که توسط معماران اچ‌ال‌ام طراحی و توسط گروه جان لینگ با هزینه ۱۰۰ میلیون پوند ساخته شده‌اند، رسماً در اوت ۲۰۰۰ افتتاح شدند. این تأسیسات هم‌اکنون توسط گروه سرکو مدیریت می‌شوند.